# Фишель, Эжен Бенжамен
Эжен Бенжамен Фишель (фр. Eugène Benjamin Fichel; 30 августа 1826, Париж; — 2 февраля 1895, там же) — французский живописец.

## Биография
В 1844 году поступил в Национальную высшую школу изящных искусств, где был учеником Поля Делароша. Писал небольшие картинки во вкусе Мейсонье, отличаясь в них хорошим рисунком, приятной композицией, жизненностью и характеристичностью фигур и тонкостью исполнения. Его первая работа была выставлена в 1850 году. Среди его учеников была Жанна Фишель, на которой он позже женился.

## Творчество

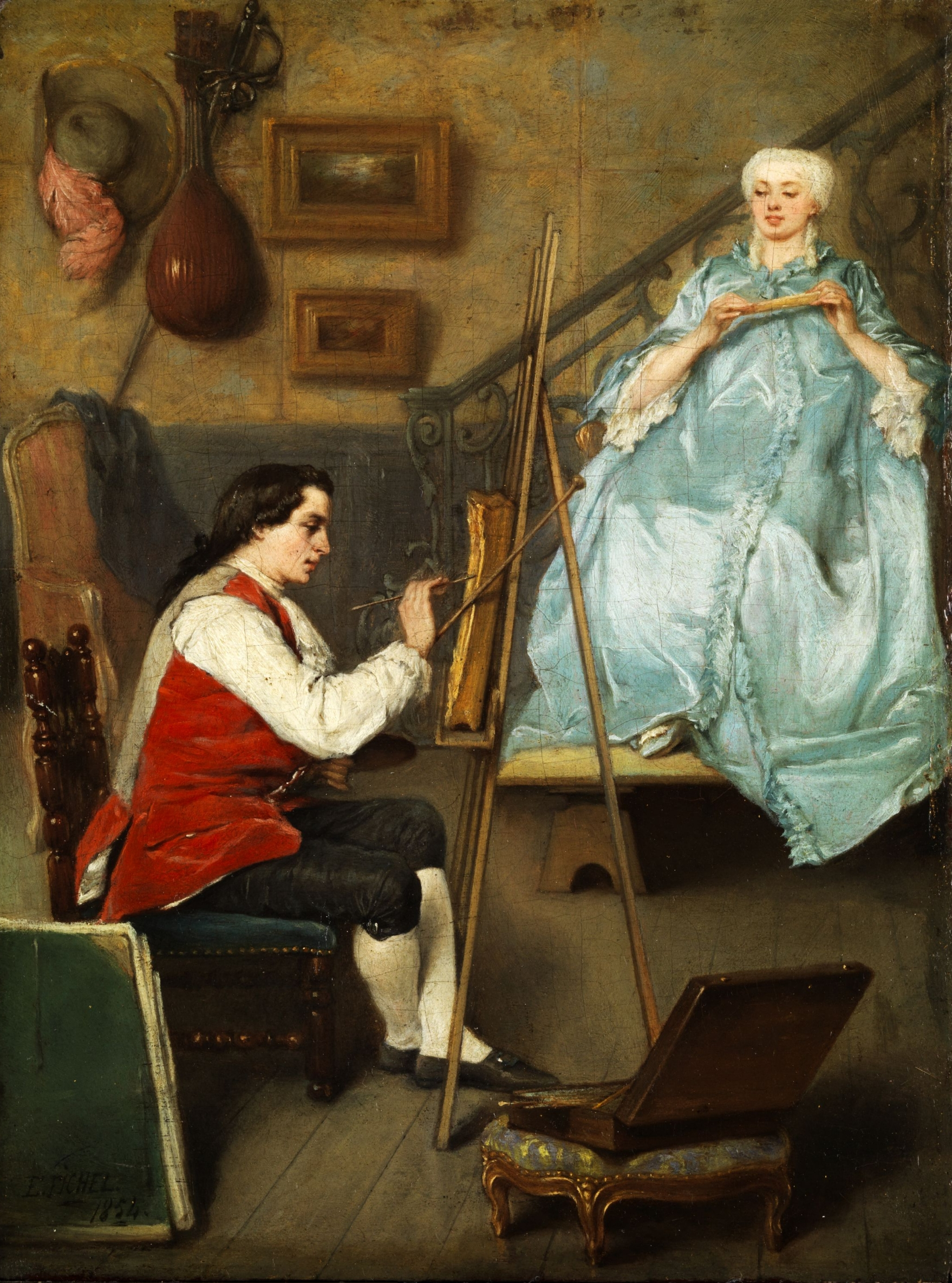
Молодой художник, пишущий женский портрет. 1854

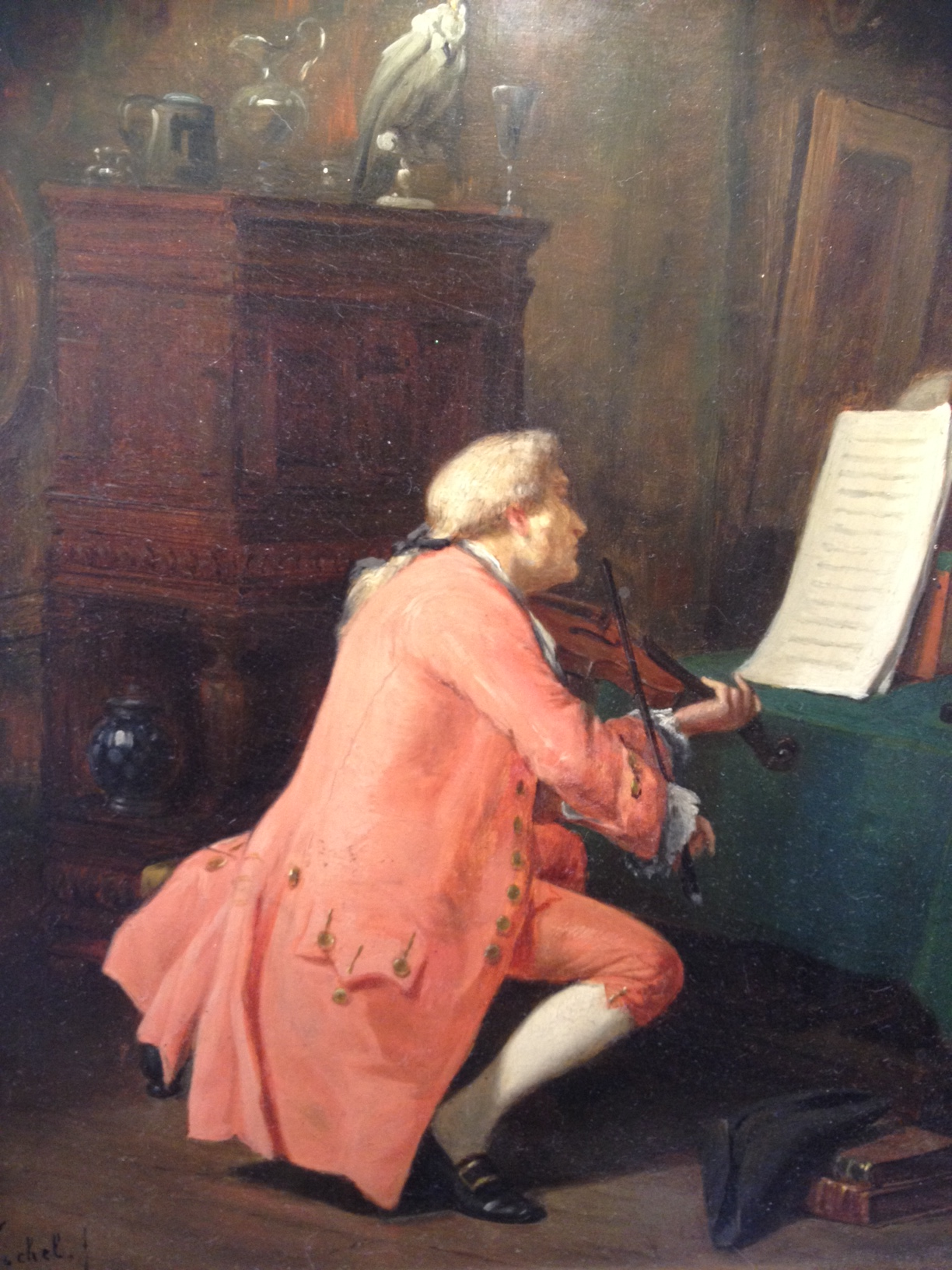
Скрипач. 1860

Наиболее известные его произведения:
- «Прибытие в гостиницу» (1863, наход. в Люксембургском музее в Париже,
- «Знаток монет»,
- «Виолончелист»,
- «Простонародный праздник в 1776 г.»,
- «Поимка шпиона»,
- «Бедный башмачник и банкир»,
- «Хорошенькая торговка»,
- «Игра в шахматы»,
- «Странствующие певцы в кафе»,
- «Урок менуэта» (в Кушелевской галерее Императорской академии художеств),
- «Отворите во имя закона!»,
- «Ночь на 24 августа 1572 г.»,
- «Основание Французской академии»,
- «Наполеон I вручает принцу Евгению Богарне саблю его отца»,
- «Добантон в своей лаборатории»,
- «Ласепед, пишущий историю рыб»,
- «Солдаты и гризетки»,
- «С рапортом у генерала»,
- «Свадебный контракт».